# Sennecey-lès-Dijon
Sennecey-lès-Dijon – miejscowość i gmina we Francji, w regionie Burgundia-Franche-Comté, w departamencie Côte-d’Or.
Według danych na rok 1990 gminę zamieszkiwało 1535 osób, a gęstość zaludnienia wynosiła 449 osób/km² (wśród 2044 gmin Burgundii Sennecey-lès-Dijon plasuje się na 141. miejscu pod względem liczby ludności, natomiast pod względem powierzchni na miejscu 1315.).